# Alcalá de Guadaíra
Alcalá de Guadaíra (nombre oficial) o Alcalá de Guadaira es un municipio y ciudad española de la provincia de Sevilla, en la comunidad autónoma de Andalucía. El término municipal cuenta con una población empadronada de 76 922 habitantes (INE 2024) y pertenece a la comarca de Los Alcores. Cabeza de partido judicial, la localidad se encuentra a 17 kilómetros de la capital provincial, Sevilla.
Cuenta con un patrimonio histórico y natural en el que destacan su castillo, de origen almohade y con posteriores reconstrucciones cristianas, un espacio natural a lo largo de las riberas del río Guadaíra y sus molinos fortificados, declarado monumento natural Riberas del Guadaíra, al que pertenece el parque y pinar de Oromana, y la zona arqueológica de Gandul.

## Toponimia
El primer nombre que se conoce de un asentamiento en las inmediaciones de lo que hoy es Alcalá es Irippo, de origen tartésico. El primer elemento (IR) puede identificarse con la raíz indoeuropea *ir, que ha adquirido frecuentemente el sentido de 'río impetuoso' en muchos otros lugares. Y de esa misma raíz, tal vez a través de una forma intermedia Iria, Iris o Iri, puede derivar el nombre del río Ira, más tarde llamado Guadaíra. El segundo elemento IPPO es el término tartésico equivalente al latín oppidum o al celta briga, 'ciudad', que figura como segundo elemento en numerosos topónimos compuestos de dos palabras y situados en el territorio ubicado entre la orilla izquierda del Guadalquivir, el Genil y las costas del mar Mediterráneo y el océano Atlántico, además de Olisippo (Lisboa) y Collippo al norte de esta ciudad. Irippo significó, por tanto, en tartésico 'la ciudad del río'.
El pueblo fue denominado por los griegos como Hienipa, que significa 'agua subterránea', y más tarde convertida por los romanos al nombre de Ordo Hinipense (Ordo Hienipensivm). Estos nombres explicarían el gentilicio hienipense que aún conserva.
No fue hasta la invasión musulmana cuando los sarracenos la nombraron al-Qal'at ued-xira o Qall'at Yâbir ('castillo del río Ira'), dada la importancia de su castillo. De ese nombre musulmán deriva su actual denominación Alcalá de Guadaíra.
En relación con su nombre, el ayuntamiento aprobó en 2001, en acuerdo plenario, la normalización ortográfica del término Guadaíra, en lugar de Guadaira (que era el que figuraba anteriormente), amparándose en la pronunciación de los naturales de la comarca. Este cambio de denominación tomó carácter oficial tras la publicación en el BOE 097 de 23/04/2003.

## Geografía
La localidad se encuentra situada a una altitud de 37 msnm (metros sobre el nivel del mar) y a 17 km (kilómetros) de la capital de provincia, Sevilla. Alcalá está incluida dentro de un partido judicial propio que comprende su término municipal, por lo que es cabeza de partido.
Alcalá de Guadaíra se sitúa en la comarca de Los Alcores al igual que Carmona, El Viso del Alcor y Mairena del Alcor. Los Alcores constituyen una elevación en forma de meseta inclinada de poca altura que se levanta en medio de la depresión del Guadalquivir en la provincia de Sevilla. A su misma vez, estos municipios pertenecen administrativamente a dos comarcas distintas, en el caso de Alcalá de Guadaíra pertenece también a la Comarca Metropolitana de Sevilla. Por número de habitantes es la mayor ciudad de Los Alcores y la tercera tanto del área metropolitana como de toda la provincia, tras Sevilla y la vecina Dos Hermanas.
Cuenta con un espacio natural articulado a lo largo de las riberas del río Guadaíra, pertenecientes desde diciembre de 2011 a la Red de Espacios Naturales Protegidos de Andalucía, bajo la figura de protección de monumento natural.
| Noroeste: Sevilla                                   | Norte: Sevilla | Nordeste: Carmona                 |
| Oeste: Dos Hermanas                                 |                | Este: Mairena del Alcor y Carmona |
| Suroeste: Los Palacios y Villafranca y Dos Hermanas | Sur: Utrera    | Sureste: Arahal y Los Morales     |

## Historia

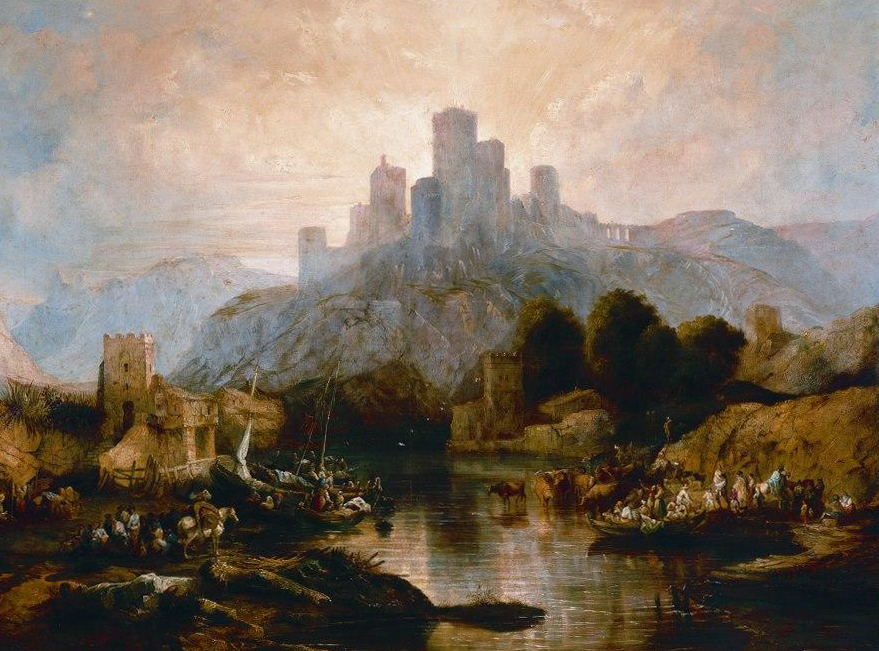
Castillo de Alcalá de Guadaíra en una pintura de Jenaro Pérez Villaamil

### Prehistoria
Según indican los restos arqueológicos hallados, los primeros asentamientos que se establecen en el lugar datan del Calcolítico o Edad del Cobre (2500-1500 a. C.), periodo caracterizado por un aumento de la población en asentamientos cercanos a los ríos. Dan fe de ello los restos megalíticos de la zona de Gandul.
Tras esta época, se produjeron los primeros descensos demográficos y los apiñamientos en torno a centros fortificados, provocados por las disputas de poder y de posesión de las tierras. Hechos que potenciaron la agricultura y ganadería como parte fundamental de dichos asentamientos, favoreciendo un abastecimiento constante de dichos núcleos de población.

### Época prerromana y romana
En la zona de la Mesa de Gandul se desarrolló un asentamiento tartesio que se llamó Irippo, cuyo significado en lengua tartésica es 'la ciudad del río': ir- (río) más -ippo (ciudad). En torno al siglo II a. C. y debido a la proximidad con Híspalis, el entorno se vio rápidamente favorecido en cuanto a la asimilación de la cultura romana, que trajo consigo el latín, la moneda y el Derecho romano, lo cual no fue espontáneo, ya que Alcalá contaba con lo que por aquel entonces era todo un tesoro, el río Guadaíra, el cual proporcionaba gran fertilidad a la zona. Irippo, que acuñó moneda propia, era la ciudad que controlaba la Vega del Guadaíra, llamado entonces Ira, desde su posición privilegiada en la Mesa de Gandul.

### Época visigoda

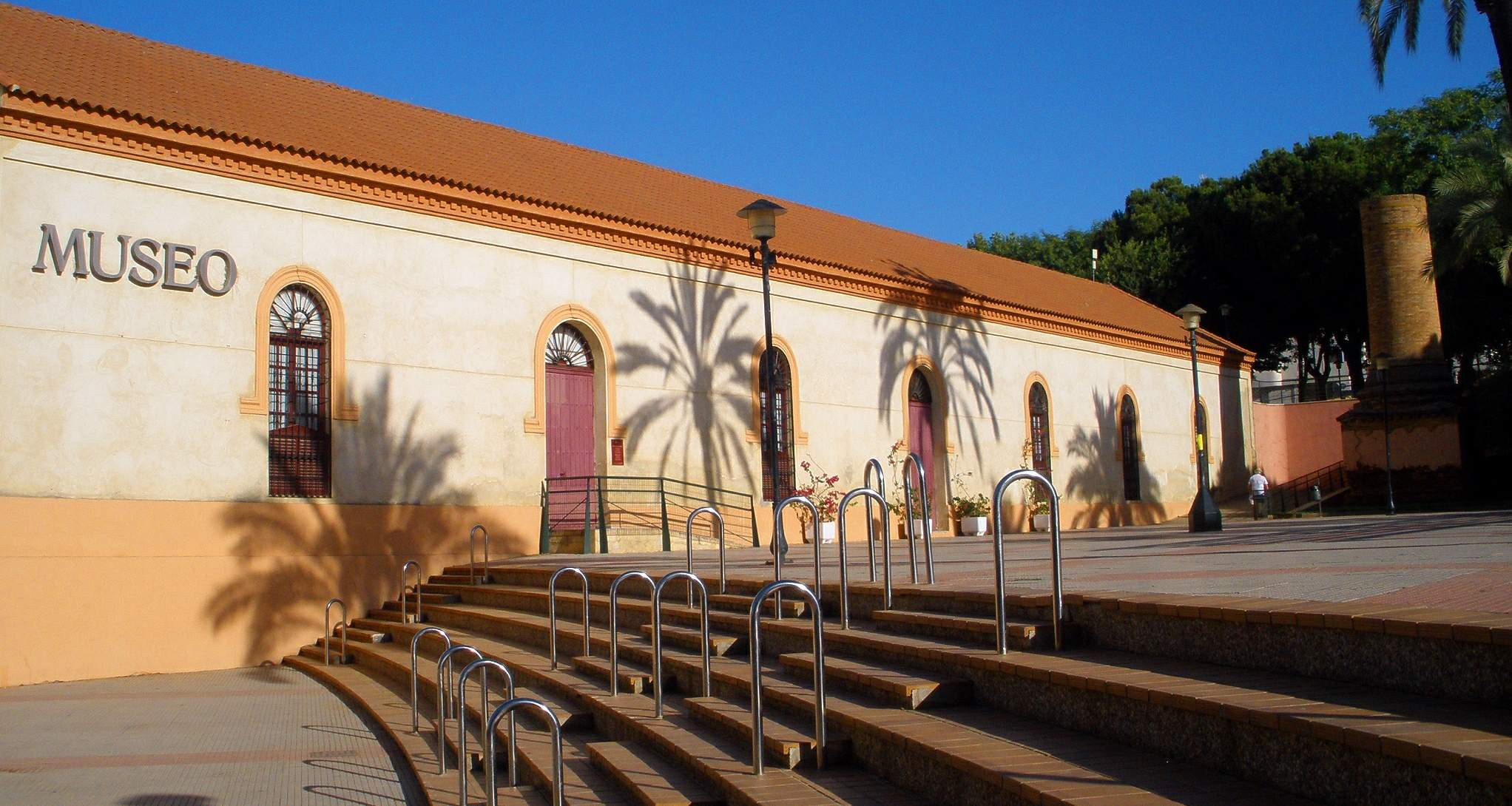
Museo de Alcalá de Guadaíra

No existe mucha documentación sobre esta época, puesto que no llegó a establecerse en la zona sur de la península ibérica. Aunque de su pasado visigodo existen numerosas lápidas e inscripciones que se conservan en el Museo de Alcalá de Guadaíra.

### Al-Ándalus
En la batalla de Guadalete, perdió el rey Rodrigo su reino. Tras una rápida conquista basada en los tratos y acuerdos, se impuso la dominación musulmana en la península, época de la cual proviene el actual nombre de la localidad, Alcalá de Guadaíra, que deriva de Qall'at Yâbir (Qalat Chabir) junto con la denominación del río Guadaíra Wadi Ayra (Wadi ira). Su importancia derivó de encontrarse en un cruce de caminos, así como de ser parte del cinturón defensivo de Hispalis.

### La Conquista Cristiana y el resto de la Edad Media
Fue conquistada por Fernando III el Santo el 21 de septiembre de 1246. En 1280, Alfonso X da al pueblo la carta de poblamiento, creándose la villa de Alcalá.
Perteneció a la casa de Arcos hasta que, en 1444, pasó a ser propiedad del conde de Niebla. En 1477 adquirió la categoría de realengo, pasando a depender de la Corona.

### Romanticismo
Alcalá, desde siglos atrás, siempre fue un lugar de visitas para todo visitante de Sevilla, pero es en el siglo XIX cuando un importante número de escritores, viajeros románticos, pintores, etc. procedentes de toda Europa, e incluso de América, pasan por Alcalá de Guadaíra dejando constancia de las impresiones de estas visitas en su correspondencia y libros de viajes. En el siglo XIX y principios del siglo XX los castillos, los molinos o las personas del pueblo fueron un tema pictórico de autores españoles y extranjeros.

## Demografía
Alcalá de Guadaíra cuenta con una población de 76 922 habitantes (INE 2024). 
| Gráfica de evolución demográfica de Alcalá de Guadaíra entre 1842 y 2021                                            |
| |
| Población de derecho según los censos de población del INE Población de hecho según los censos de población del INE |

## Economía

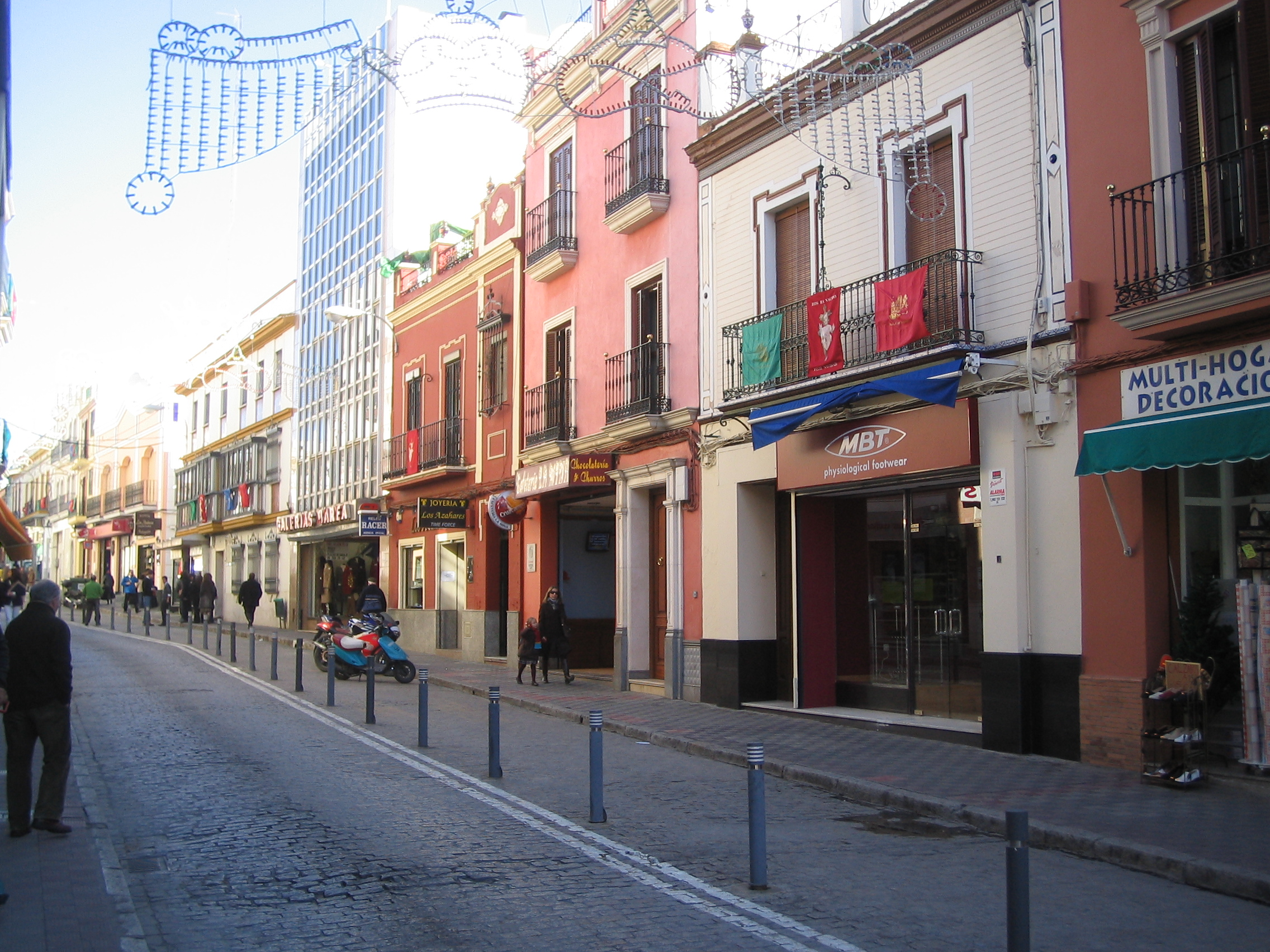
Calle en Alcalá de Guadaíra con varios establecimientos comerciales

Alcalá es una ciudad eminentemente industrial, debido a las más de 2500 empresas que se establecen en una multitud de polígonos en su término municipal. Ha sido un pueblo industrial desde antaño, como así muestran sus molinos harineros que jalonan el río que le da nombre y debido también al gran número de almacenes de aceitunas que se asentaban en la localidad tiempo atrás.
Al noroeste del pueblo, dispone de cuatro polígonos empresariales y de nueve polígonos industriales.
En lo cuantitativo, cuenta con el mayor núcleo industrial de Andalucía, dando empleo no solo a la población local sino a los ciudadanos de los municipios del entorno (Dos Hermanas, Sevilla, Mairena del Alcor, El Viso del Alcor). Es el municipio que más energía consume de la provincia debido a la importante industria pesada situada en sus polígonos industriales.
En lo que respecta a la agricultura, en 2017 tenía 16 250 ha (hectáreas) de cultivos herbáceos; de las cuales, 6641 eran de trigo, y 4070 eran de cultivos leñosos, y, de estas últimas, 2653 eran de olivar de aceituna de mesa.

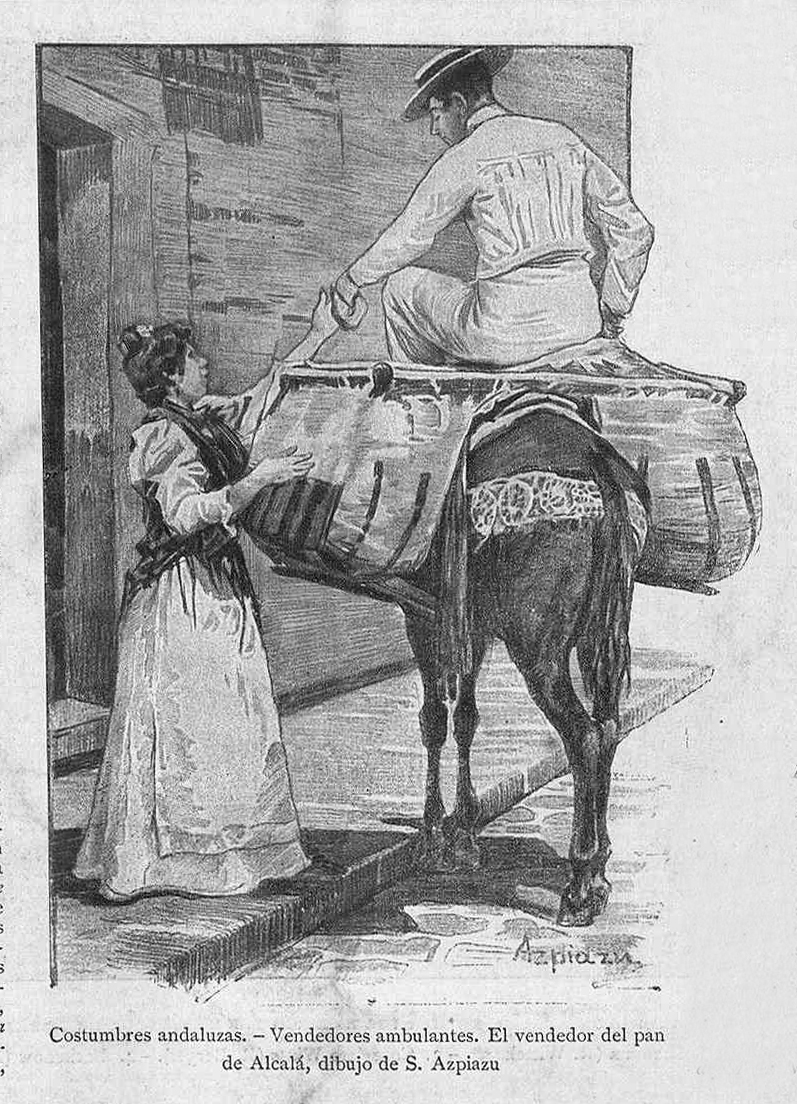
«Costumbres andaluzas, Vendedores ambulantes. El vendedor del pan de Alcalá». Ilustración de Salvador Azpiazu en La Ilustración Artística (1905)

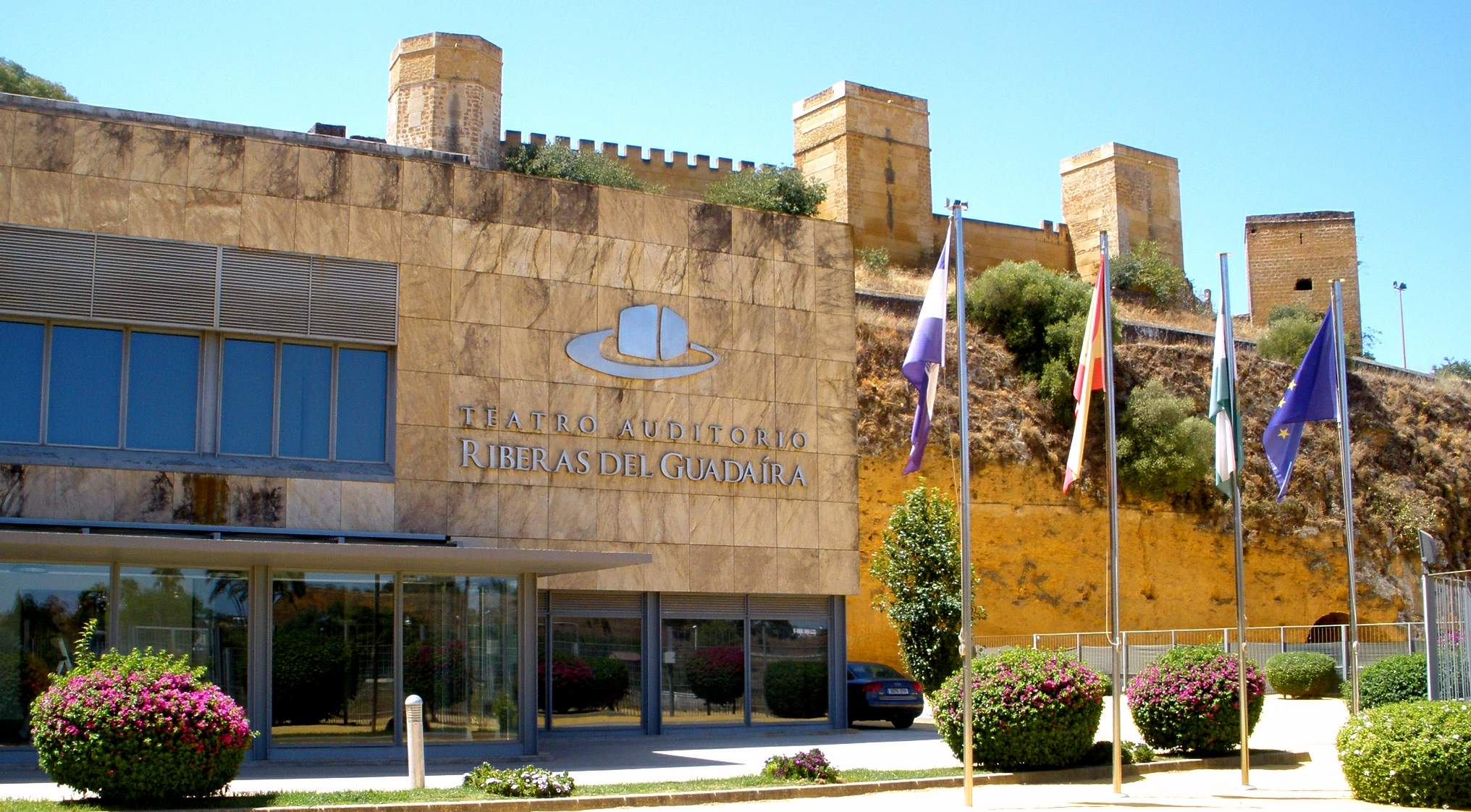
Teatro auditorio Riberas del Guadaíra

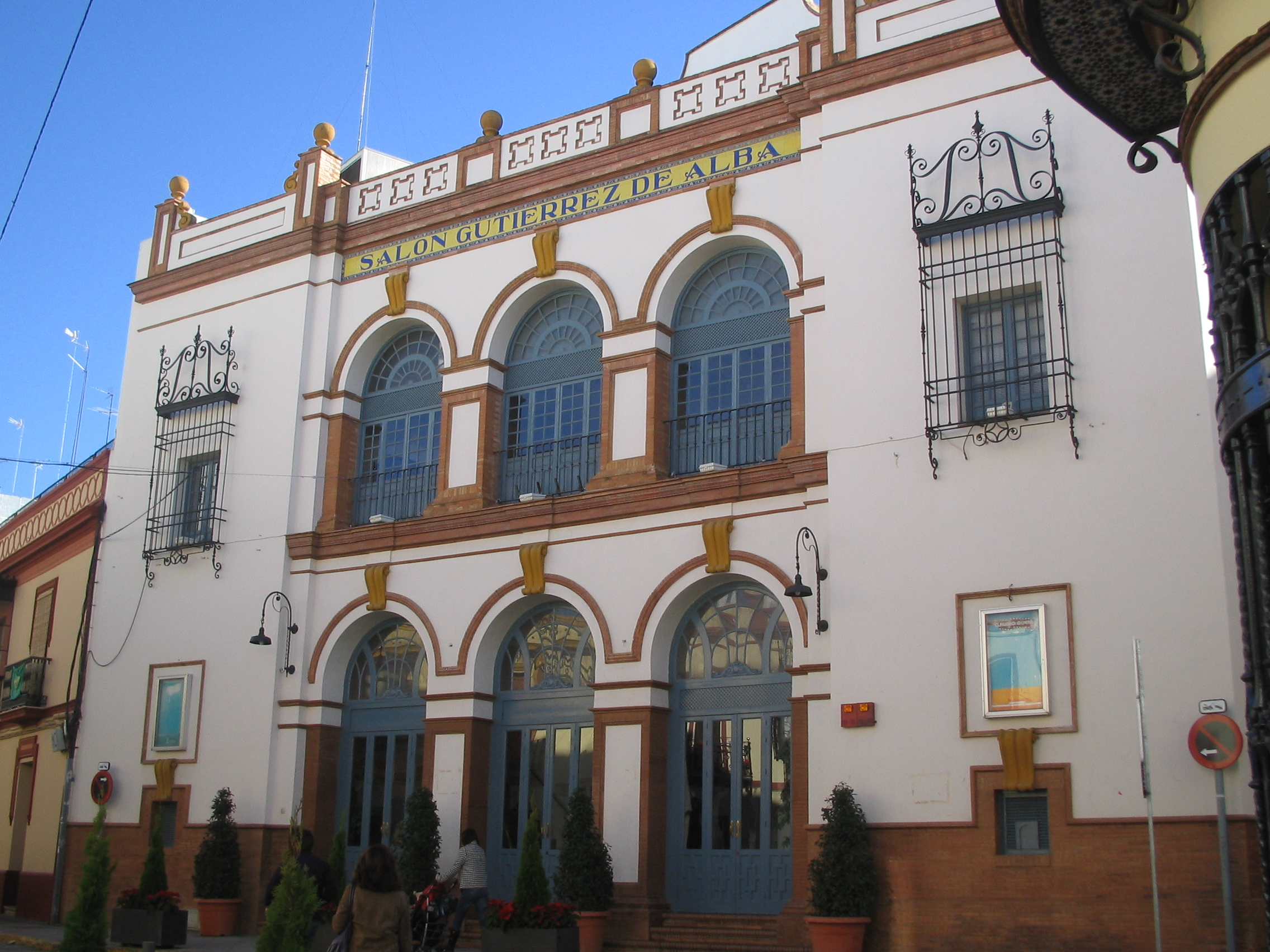
Teatro Gutiérrez de Alba

La principal industria tradicional de la localidad es el pan. Con una importante producción agrícola que incluye el trigo y otros cereales. Muchos molinos a lo largo del río existentes desde la época árabe se encargaban de moler el grano que después se transformaba en pan los diferentes hornos aprovechando la leña de los amplios bosques que existían. Este pan se llevaba a Sevilla en bestias de carga y los vendedores lo vendían por las calles. Cuando se inauguró la línea de tren Sevilla-Alcalá de Guadaíra (hoy desaparecida) había vagones especiales para las bestias de carga que llevaban el pan. Por ello fue reconocida por el sobrenombre de «Alcalá de los Panaderos». Entre los panes más típicos están las teleras, las medias bobas, los bobillos, los bollos, albardas, molletes… Esta industria fue evolucionando y ganando importancia con el tiempo. Sin embargo últimamente muchos hornos tradicionales han cerrado debido a la competencia con el pan de otras localidades y especialmente a la aparición del pan «congelado», que aunque tiene menor calidad y más productos químicos, su composición proporciona mayores beneficios en la venta.
También es uno de los mayores productores de albero, que se utiliza en plazas de toros de todo el mundo. El río que la atraviesa y que le da nombre, el Guadaíra, ha sufrido contaminación por alpechín en varias ocasiones. Por su tradición industrial y no nobiliaria, no existían edificios señoriales destacables como en otras poblaciones, pero sí había casas de la burguesía y casas populares de indudable interés. La emigración fue casi inexistente, de hecho Alcalá se convirtió en receptora de inmigrantes de las zonas rurales colindantes. Las casas de autoconstrucción fueron copando los cerros periféricos sin ninguna planificación urbana. En los próximos años, pretende convertirse en una gran ciudad sostenible ecológicamente. A todo esto también pretendía sumarse la próxima localidad con la Línea 1 de Metro de Sevilla. Aunque las obras estaban casi acabadas (a falta de poco más que las catenarias y los vehículos) la crisis económica ha paralizado el proyecto desde 2011.

#### Evolución de la deuda viva municipal
El concepto de deuda viva contempla sólo las deudas con cajas y bancos relativas a créditos financieros, valores de renta fija y préstamos o créditos transferidos a terceros, excluyéndose, por tanto, la deuda comercial.
| Gráfica de evolución de la deuda viva del Ayuntamiento entre 2008 y 2022                                                       |
| |
| Deuda viva del Ayuntamiento de Alcalá de Guadaíra, en miles de euros, según datos del Ministerio de Hacienda y Función Pública |

## Servicios

### Comunicaciones

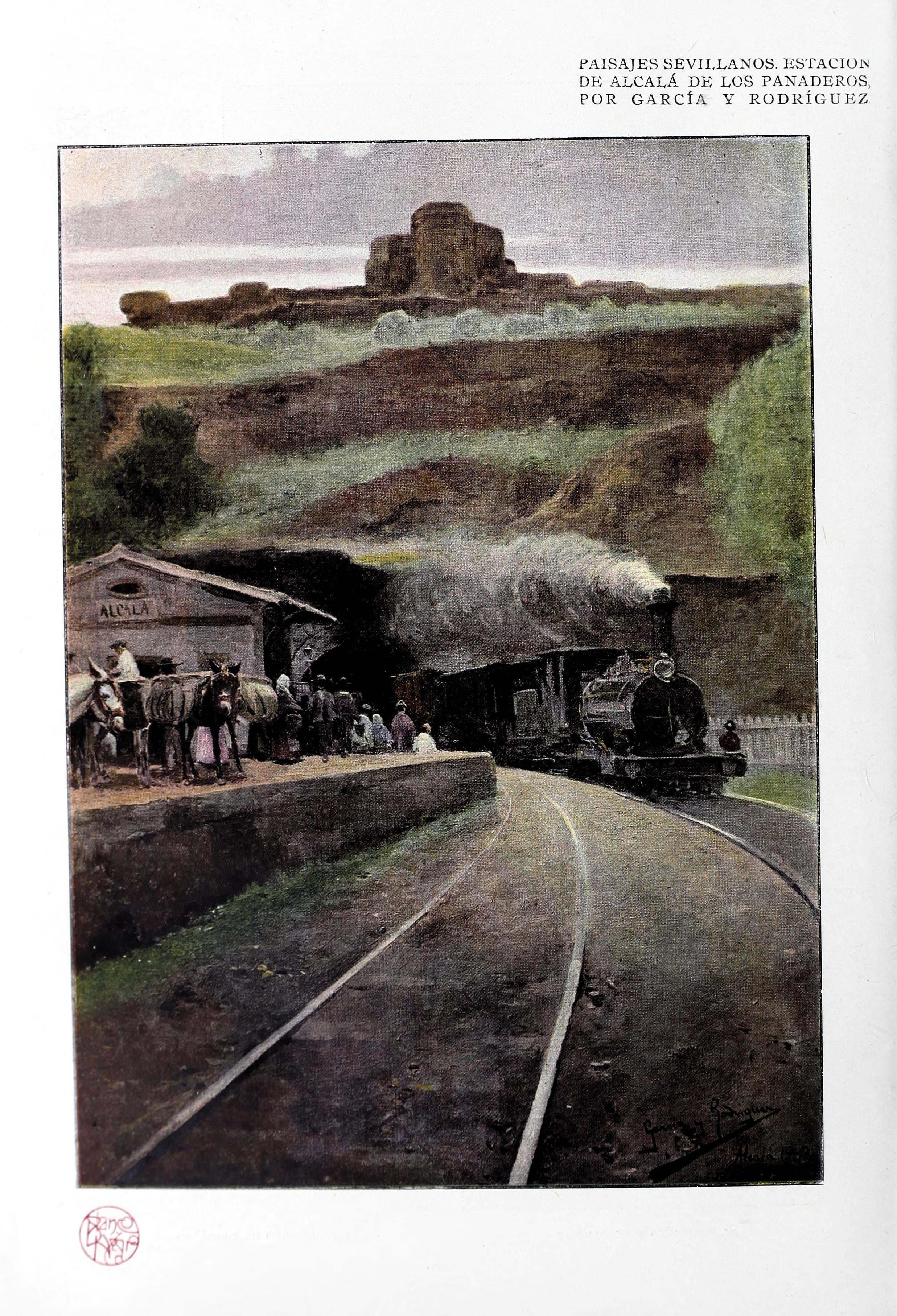
Estación de tren de Alcalá de los Panaderos, por García y Rodríguez (Blanco y Negro, 2 de mayo de 1903)

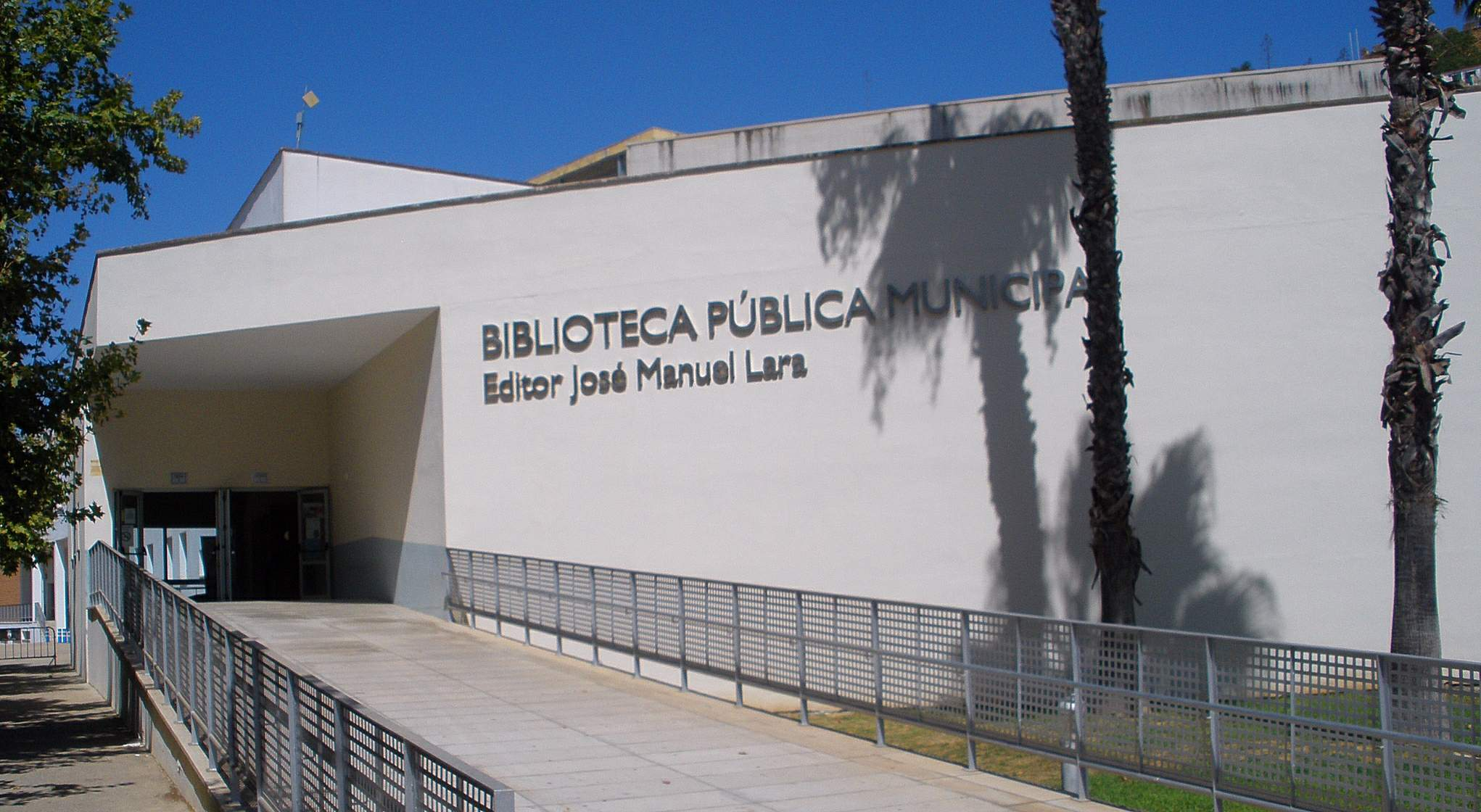
Biblioteca pública municipal Editor José Manuel Lara

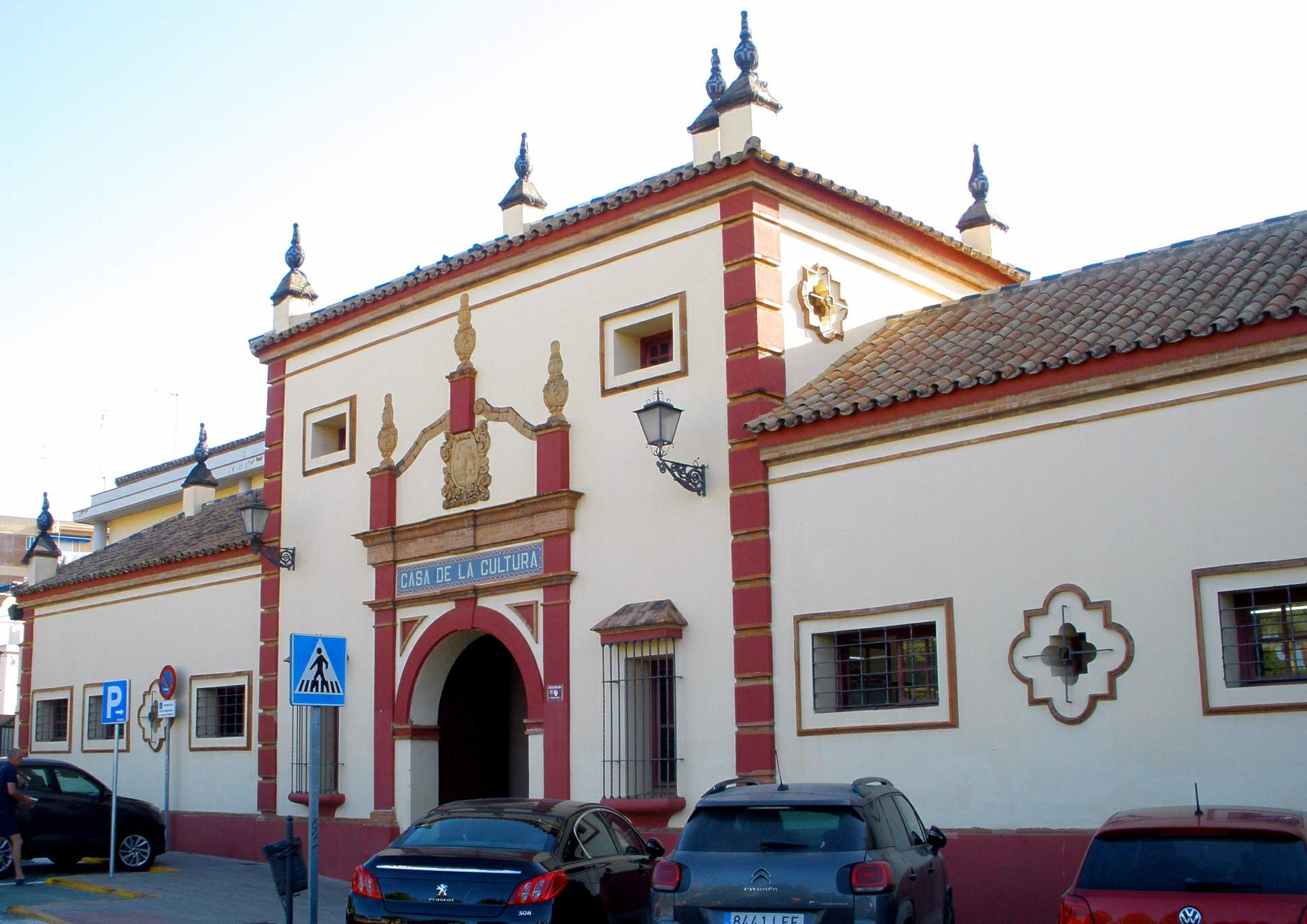
Casa de la Cultura

La ciudad de Alcalá de Guadaíra se encuentra al borde de la autovía A-92, la autovía transversal de Andalucía que une Sevilla con Antequera y Granada.
Desde la década de 1870 hasta la de 1960 por Alcalá de Guadaíra pasaba la línea de ferrocarril Sevilla-Alcalá-Carmona, habiendo dos estaciones a su paso por la localidad. La vía se encuentra desmantelada y no existe servicio de ferrocarril en el municipio, salvo una vía de servicio en el polígono la Red. Sin embargo, se están concluyendo los trabajos del Tranvía Metropolitano, que unirá el norte del núcleo urbano con la Universidad Pablo de Olavide, para enlazar allí con la Línea 1 del Metro de Sevilla.
En 2007 se construyó el «Puente del Dragón», que es el primer puente figurativo de Europa.
Líneas de autobús
Alcalá de Guadaíra se encuentra integrada en el Consorcio de Transporte Metropolitano del Área de Sevilla, concretamente en la Zona C. Las líneas de autobús que sirven a la localidad son:
| Línea | Destino                                                                     |
| ----- | --------------------------------------------------------------------------- |
| M-104 | Alcalá de Guadaíra - Dos Hermanas - Hospital de Valme                       |
| M-106 | Alcalá de Guadaíra - Mairena del Alcor - El Viso del Alcor - Carmona        |
| M-120 | Alcalá de Guadaíra (barriada de San Rafael) - Torreblanca                   |
| M-121 | Alcalá de Guadaíra - Sevilla (por los polígonos industriales y Torreblanca) |
| M-122 | Alcalá de Guadaíra - Sevilla (directo)                                      |
| M-123 | Alcalá de Guadaíra - Montequinto - Sevilla                                  |
| M-126 | El Viso del Alcor - Mairena del Alcor - Alcalá de Guadaíra (A-92) - Sevilla |
| M-221 | Utrera - Alcalá de Guadaíra - Sevilla                                       |

Los autobuses urbanos son explotados por la empresa Ruiz y disponen de cuatro líneas, designadas por letras (A, B, C, D).
Carreteras
De la localidad salen varias carreteras a distintos destinos. Se pueden contar cuatro autovías (solo una carece de cruces a nivel) y tres carreteras.
| Carretera | Denominación                       | Destino                                                              |
| --------- | ---------------------------------- | -------------------------------------------------------------------- |
| A-92      | Autovía A-92                       | Sevilla - Antequera - Granada - E-15 A-7 Almería                     |
| A-398     | Autovía Alcalá de Guadaíra-Carmona | Alcalá de Guadaíra - Mairena del Alcor - El Viso del Alcor - Carmona |
| A-392     | Carretera Alcalá-Dos Hermanas      | Dos Hermanas - A-376 - Alcalá de Guadaíra                            |
| A-8033    | -                                  | Alcalá de Guadaíra - La Liebre A-92                                  |
| SE-3203   | -                                  | A-92 - Alcalá de Guadaíra - A-92                                     |
| SE-3204   | -                                  | Alcalá de Guadaíra - A-376                                           |

## Administración y política

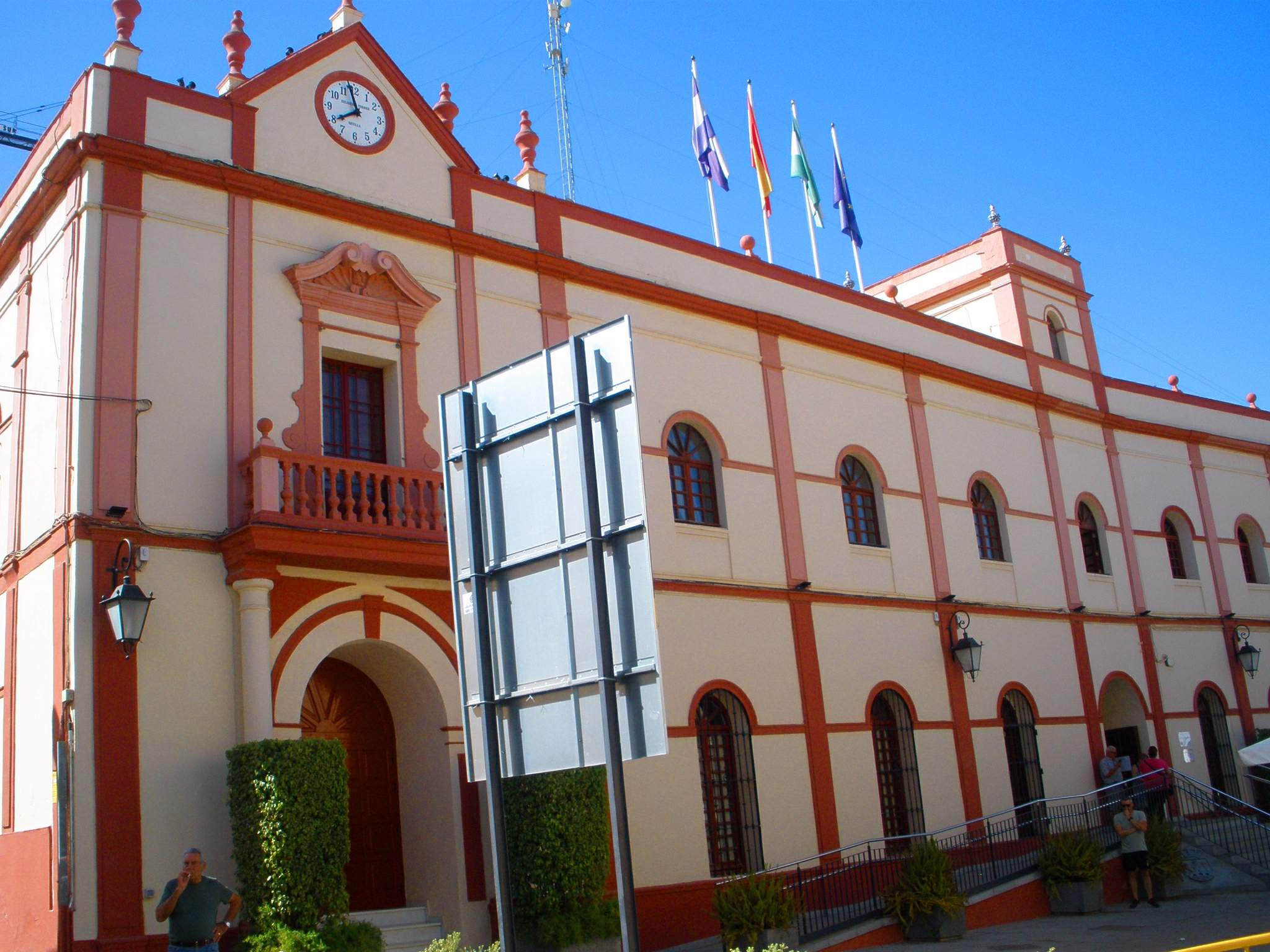
Casa consistorial

Alcalá es uno de los pocos municipios de España que desde 1979 tienen un mismo partido político al frente del ayuntamiento, en este caso, el PSOE.
| Periodo   | Nombre                       | Partido | Partido                                  |
| --------- | ---------------------------- | ------- | ---------------------------------------- |
| 1979-1982 | Félix Juan Montero Gómez     |         | Partido Socialista Obrero Español (PSOE) |
| 1982-1994 | Manuel Hermosín Navarro      |         | Partido Socialista Obrero Español (PSOE) |
| 1994-1995 | Guillermina Peco Navarro     |         | Partido Socialista Obrero Español (PSOE) |
| 1995-2016 | Antonio Gutiérrez Limones    |         | Partido Socialista Obrero Español (PSOE) |
| 2016-2023 | Ana Isabel Jiménez Contreras |         | Partido Socialista Obrero Español (PSOE) |

| Partido político                                         | 2023  | 2023   | 2023       | 2019  | 2019   | 2019       | 2015  | 2015  | 2015       | 2011  | 2011   | 2011       | 2007  | 2007   | 2007       |
| Partido político                                         | %     | Votos  | Concejales | %     | Votos  | Concejales | %     | Votos | Concejales | %     | Votos  | Concejales | %     | Votos  | Concejales |
| Partido Socialista Obrero Español (PSOE)                 | 36,60 | 11 458 | 11         | 34,48 | 10 488 | 10         | 31,69 | 9884  | 9          | 43,23 | 13 068 | 13         | 62,28 | 15 336 | 18         |
| Partido Popular (PP)                                     | 20,64 | 6462   | 6          | 11,74 | 3573   | 3          | 18,34 | 5719  | 5          | 31,23 | 9442   | 9          | 20,57 | 5066   | 5          |
| Vox                                                      | 14,35 | 4492   | 4          | 10,21 | 3107   | 3          | —     | —     | —          | —     | —      | —          | —     | —      | —          |
| Alcalá Nos Importa                                       | 8,56  | 2680   | 2          | —     | —      | —          | —     | —     | —          | —     | —      | —          | —     | —      | —          |
| Unidad Andalucista (UA)                                  | 6,64  | 2080   | 2          | —     | —      | —          | —     | —     | —          | —     | —      | —          | —     | —      | —          |
| Izquierda Unida (IU)-Con Andalucía                       | 3,17  | 994    | 0          | 13,95 | 4244   | 4          | 11,69 | 3646  | 3          | 6,38  | 1930   | 1          | 5,86  | 1442   | 1          |
| Ciudadanos (CS)                                          | 3,34  | 1046   | 0          | 11,41 | 3471   | 3          | 7,15  | 2230  | 2          | —     | —      | —          | —     | —      | —          |
| Andalucía Por Sí (AxSí)                                  | —     | —      | —          | 8,70  | 2649   | 2          | —     | —     | —          | —     | —      | —          | —     | —      | —          |
| Alcalá Puede                                             | —     | —      | —          | —     | —      | —          | 14,79 | 4613  | 4          | —     | —      | —          | —     | —      | —          |
| Partido Andalucista (PA)-Espacio Plural Andaluz (EP-And) | —     | —      | —          | —     | —      | —          | 9,64  | 3008  | 2          | 9,56  | 2891   | 2          | 6,64  | 1635   | 1          |

## Cultura

### Patrimonio
- Castillo de Alcalá de Guadaíra
- Castillo de Marchenilla

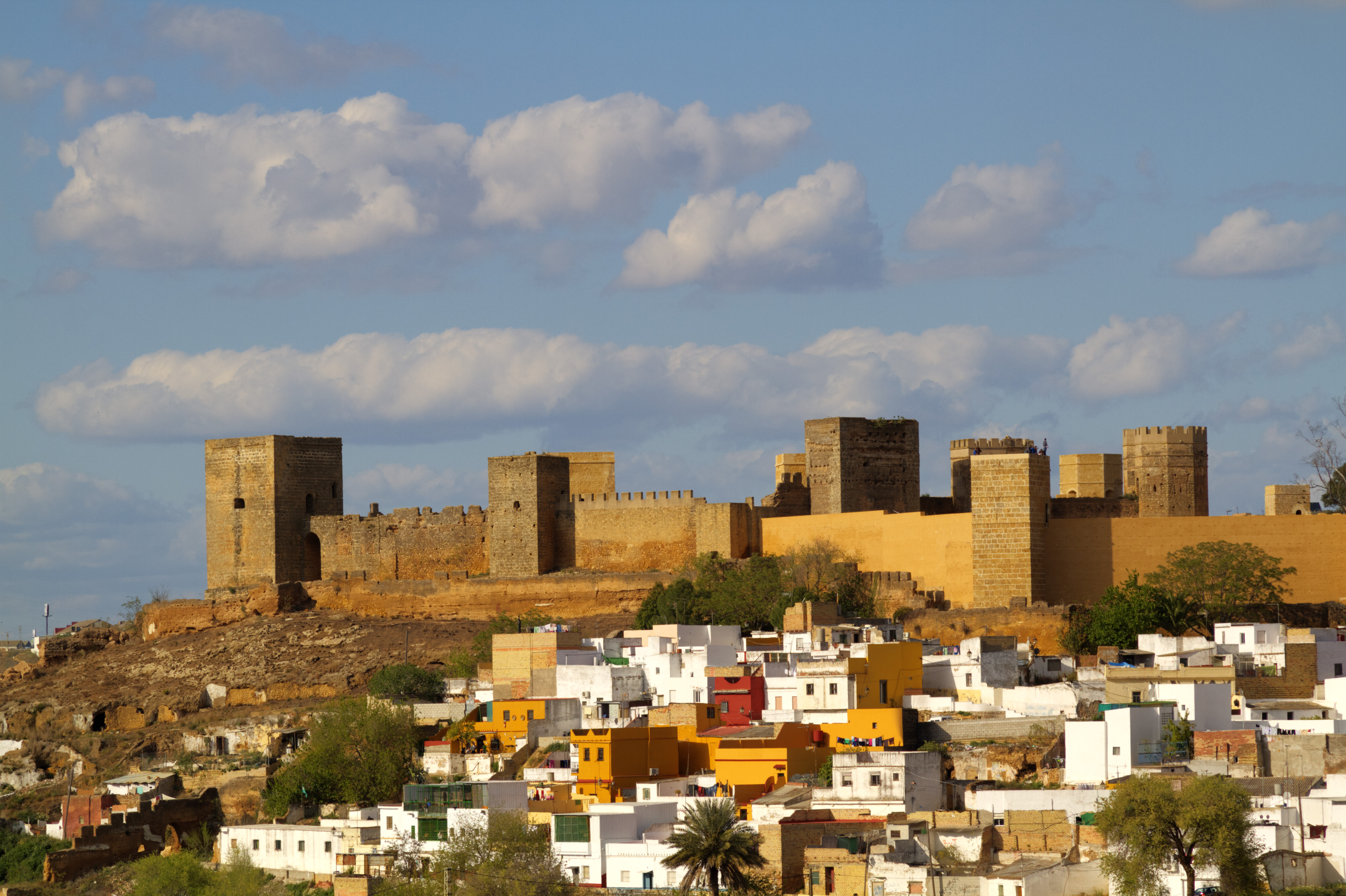
El castillo

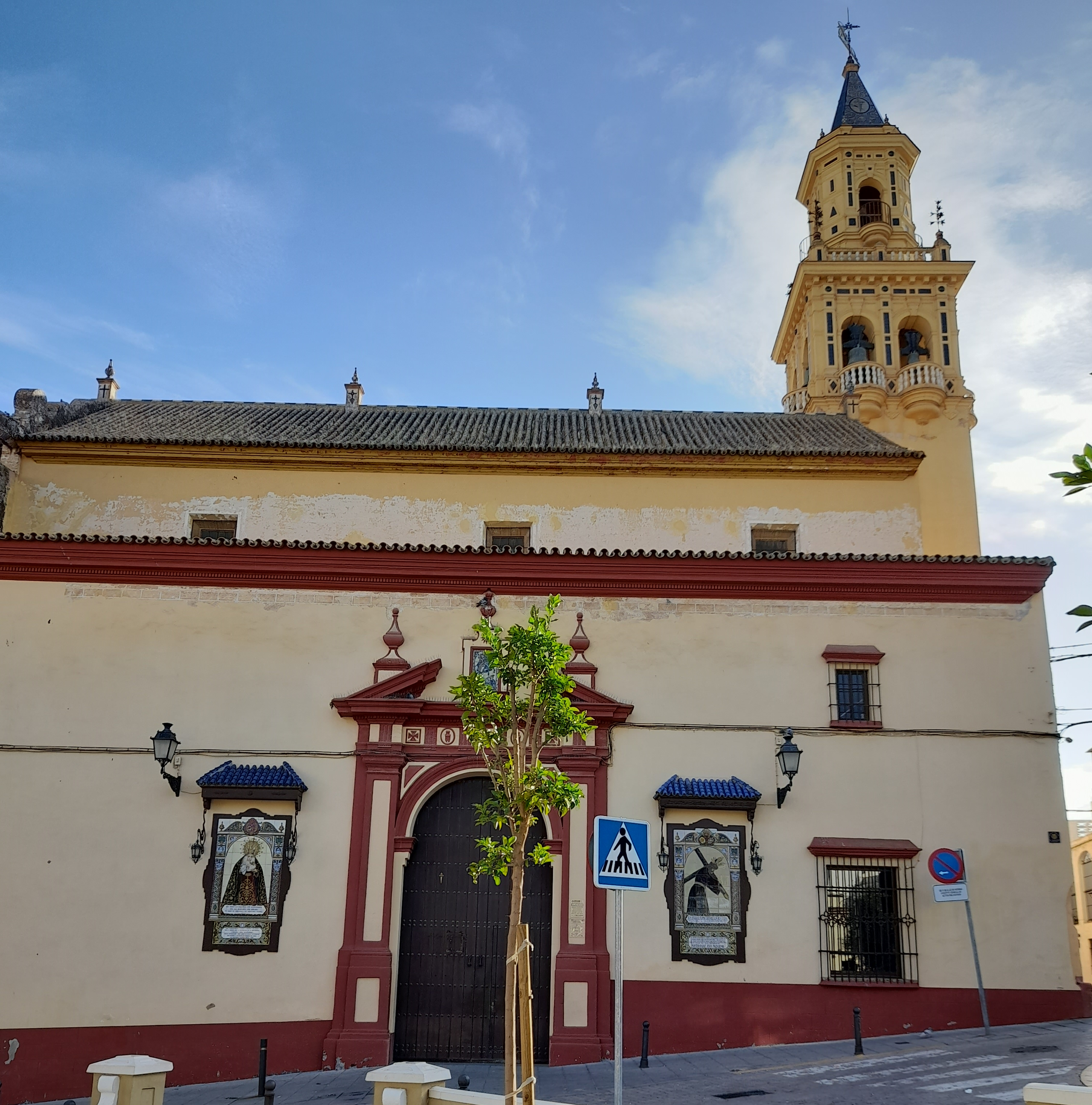
Iglesia de Santigo el Mayor

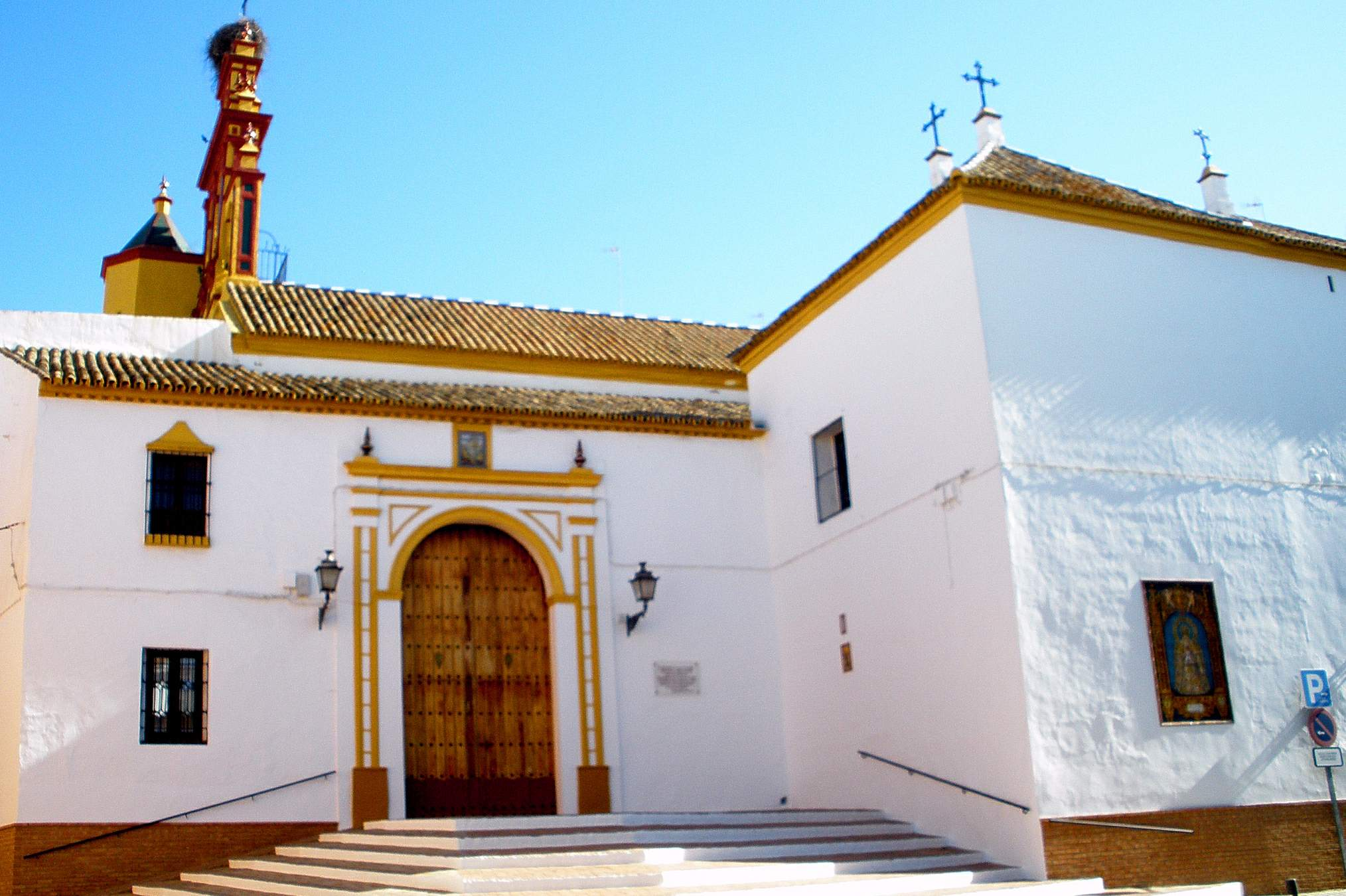
Iglesia de San Sebastián

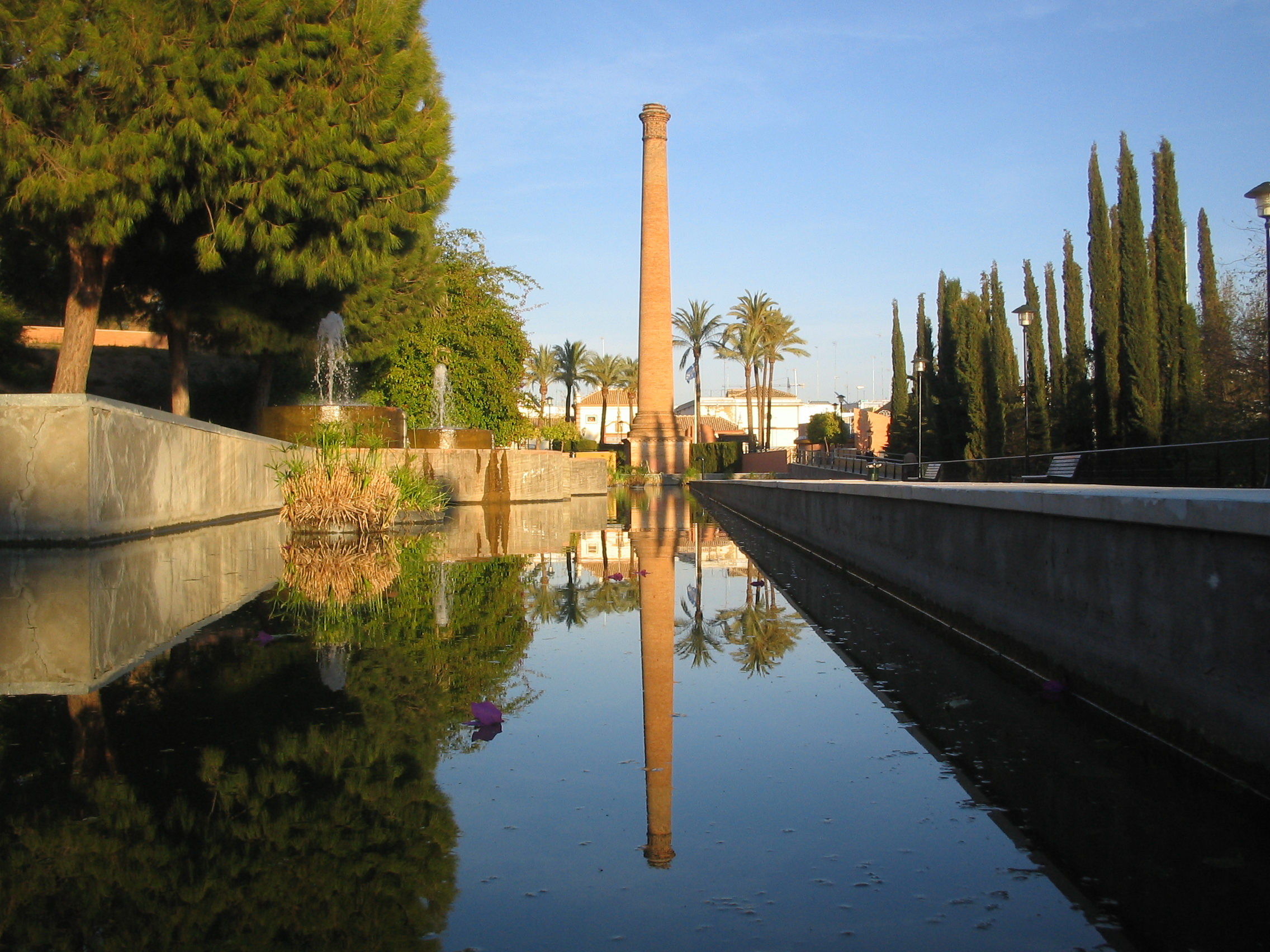
Chimenea en el parque Centro

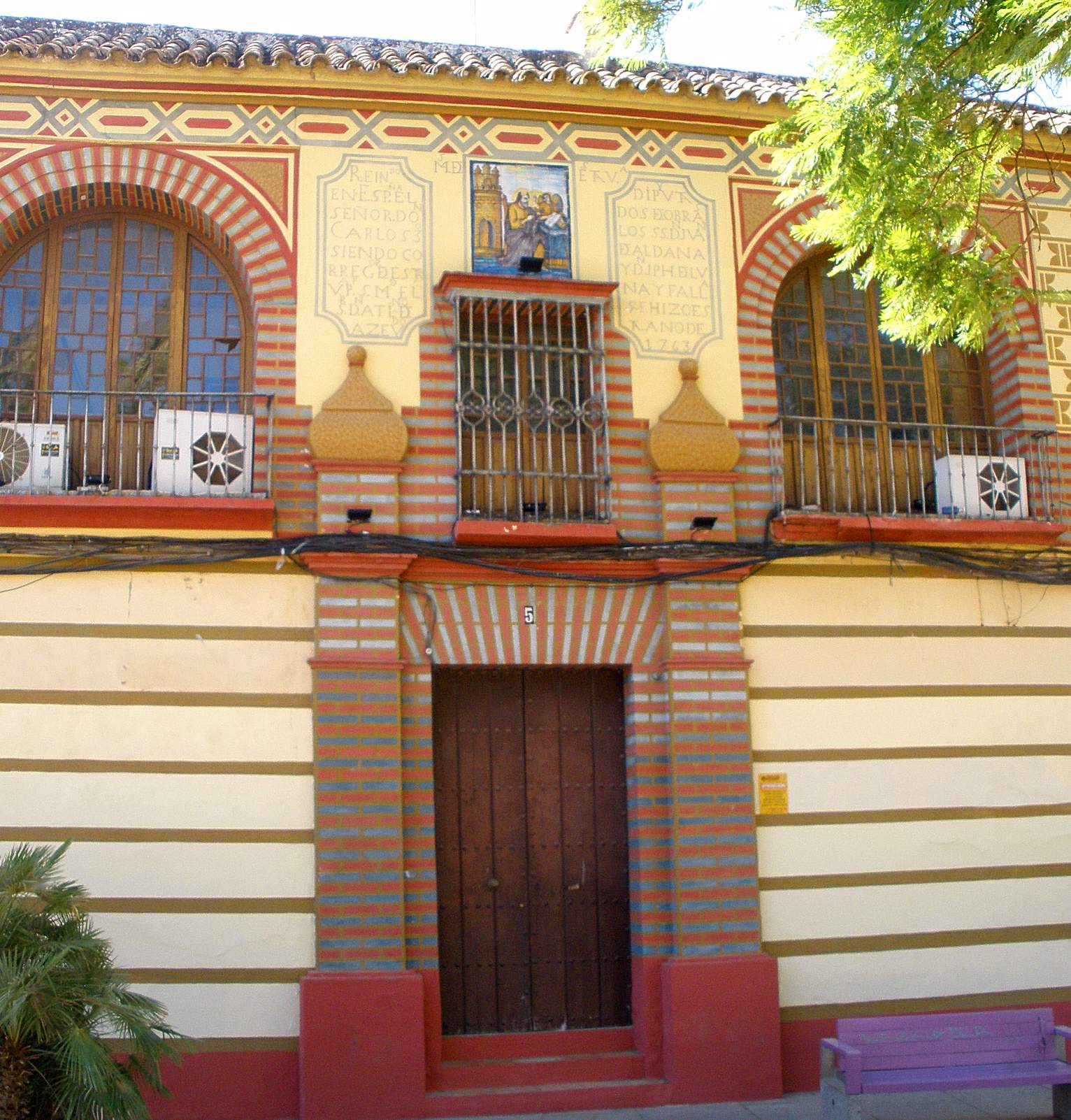
Casa del Pósito

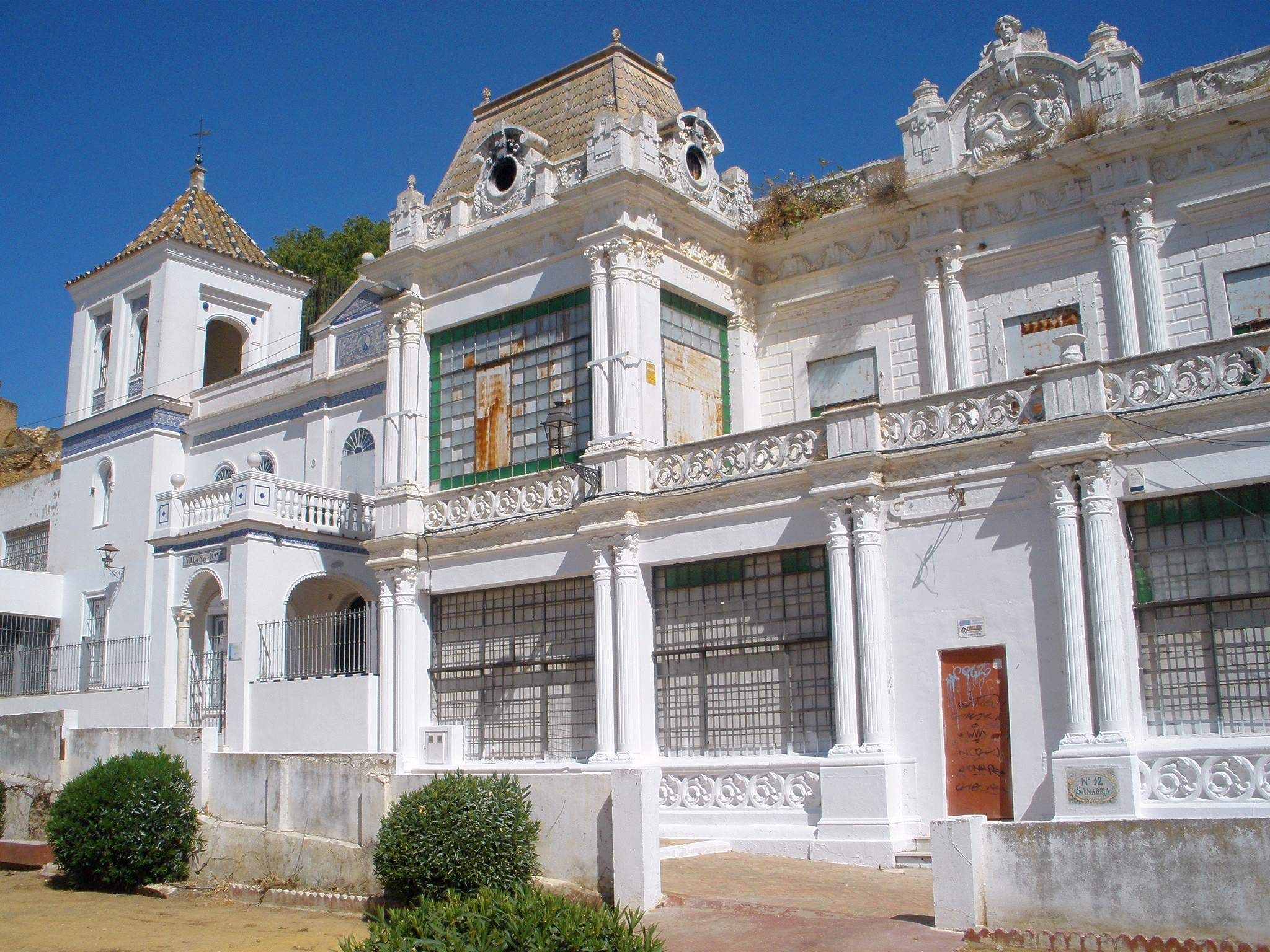
Villa San José, que actualmente acoge la Escuela Oficial de Idiomas

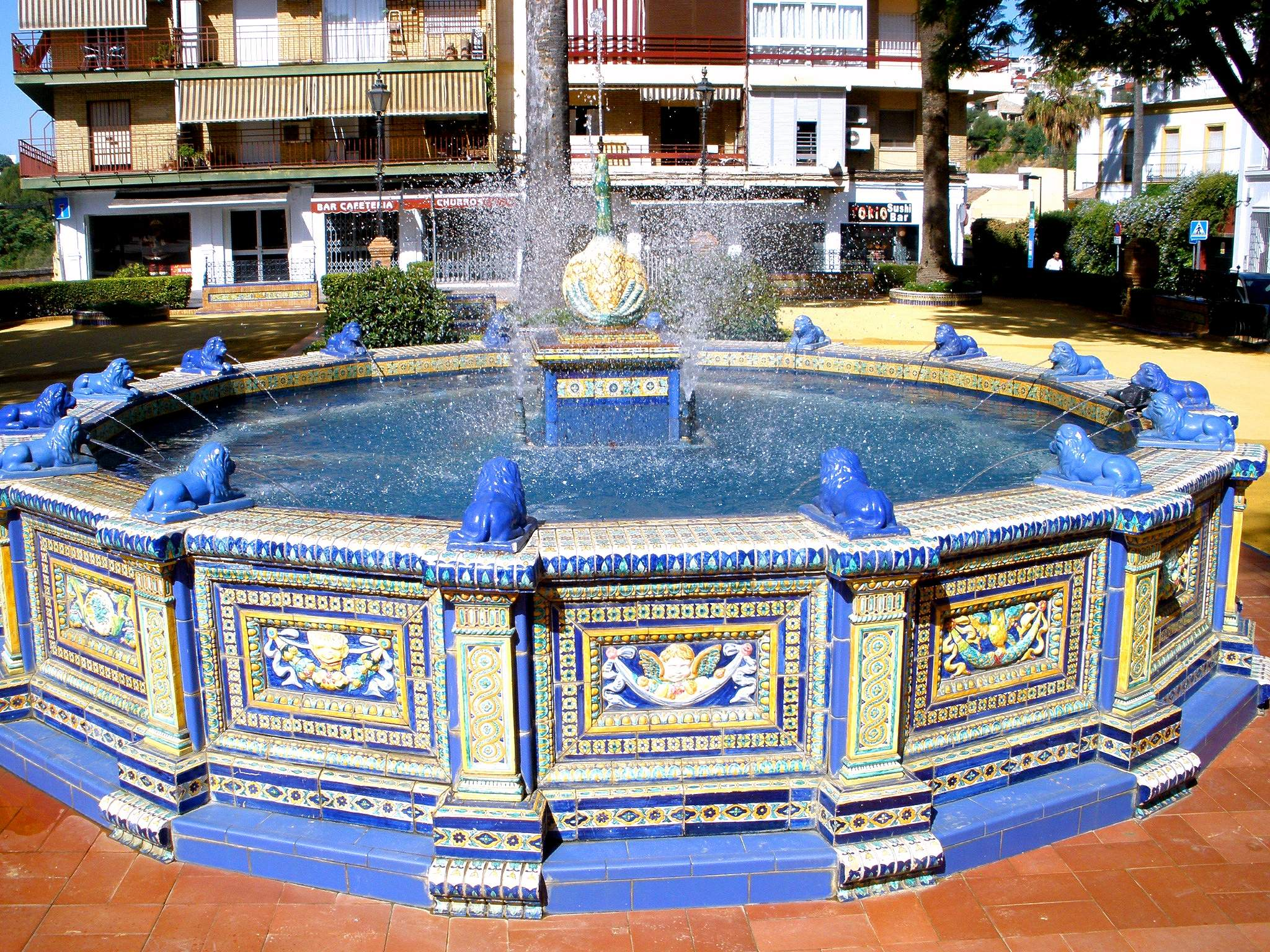
La artística fuente del Pato, en la plaza del Duque

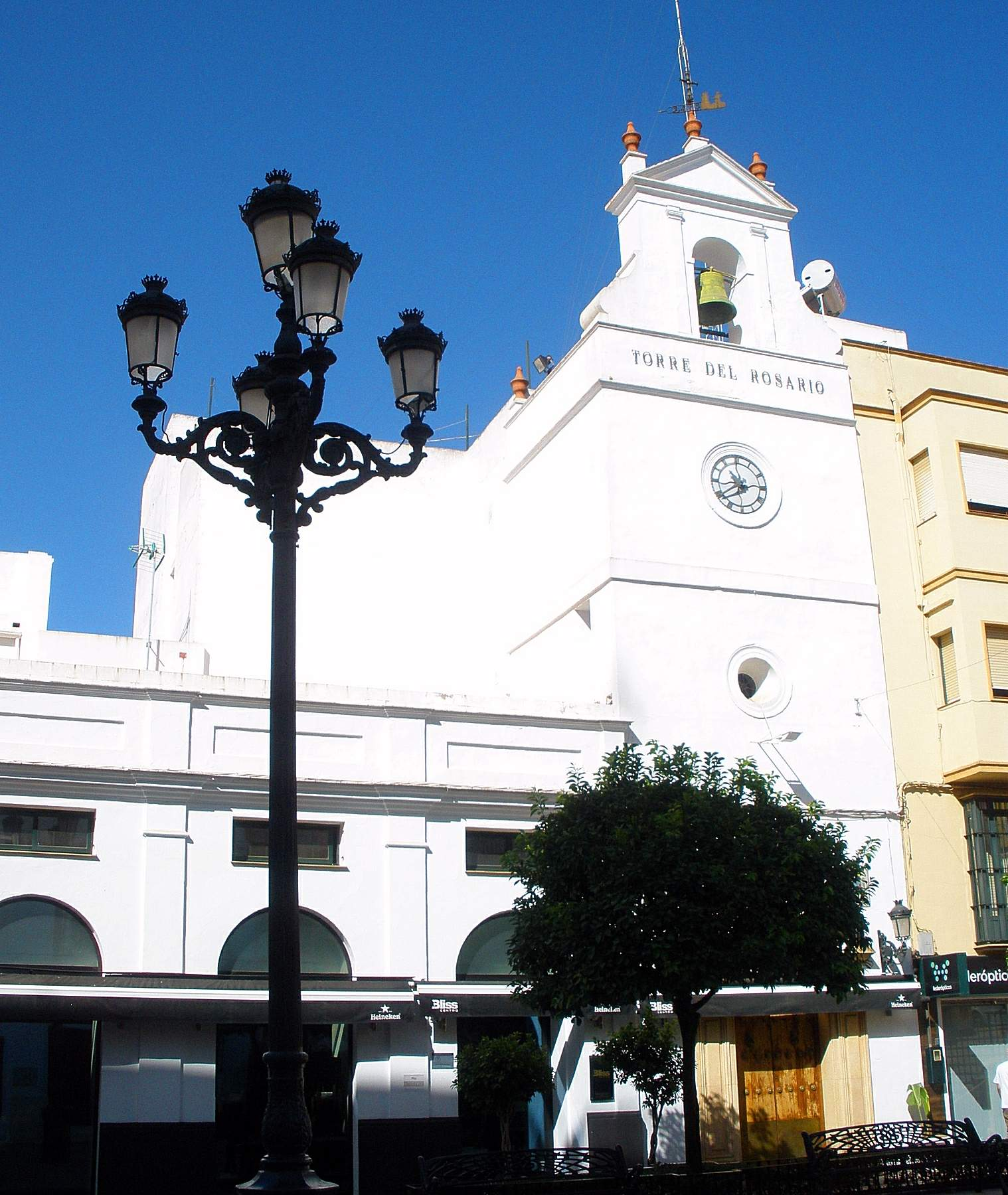
Torre del Rosario, plaza del Cabildo

- Parroquia de Santiago el Mayor: los dos tramos más cercanos a la cabecera de la iglesia son de una etapa inicial tardogótica de entre finales del siglo XV y mediados del siglo XVI. Los tres tramos siguientes son de estilo barroco de finales del siglo XVIII. En la nave del Evangelio se encuentra el retablo de San José, del primer tercio del siglo XVIII y el Retablo de Ánimas, del tercer cuarto del siglo XVII. En la cabecera esta nave hay un retablo moderno de la Virgen del Rosario. La capilla mayor está cubierta con una bóveda de casetones al estilo del siglo XVI. Tiene un retablo del siglo XVIII con la imagen escultórica de Santiago en madera policromada. El Sagrario, con columnas salomónicas, es del tercer cuarto del siglo XII. En el lado de la Epístola hay una puerta que da acceso a la capilla de la Redención y en el opuesto otra que conduce a la capilla del Sagrario, con uno del siglo XVII. En los pilares que flanquean el presbiterio hay dos púlpitos de forja del siglo XVIII. En la cabecera de la Nave de la Epístola está el Retablo de la Inmaculada Concepción, de principios del siglo XVII. Junto a este retablo hay un acceso a la capilla del Redentor. Posteriormente, está el Retablo de la Virgen Milagrosa, del segundo tercio del siglo XVIII. Tras este está la capilla Sacramental, de la Hermandad de Jesús Nazareno. En ella hay un retablo del siglo XVIII con los titulares de la hermandad. Las paredes están decoradas con zócalos de azulejos y pinturas murales. La torre fue restaurada en el siglo XVIII y rematada en 1892. En 1938 fue redecorada en estilo neobarroco.[30]
- Parroquia de San Sebastián, templo de estilo mudéjar del siglo XVI. Fue reformado en el siglo XVIII. En el retablo mayor se encuentra la imagen de San Sebastián, realizada por Enrique Blanco en 1954. A mediados del siglo XIX se construyó la segunda capilla del lado izquierdo.[6]
- Iglesia de San Miguel, estilo mudéjar, construida en el siglo XIV y destruida casi en su totalidad en 1808. Reconstruida en la década de 1960.
- Ermita de San Roque: fue construida en 1570 y fue restaurada en 1886. En ella se encuentran las imágenes de la Virgen de Belén y San Roque. Los púlpitos de esta iglesia se encuentran en el exterior, ya que es ahí donde tienen lugar actos litúrgicos la noche del Jueves al Viernes Santo con la Hermandad de Jesús Nazareno.[6]
- Convento de Santa Clara: fue fundado en 1597 por Francisca Gallegos de Ledesma.[31] Fue reedificado en el siglo XVIII. En 1936 las monjas tuvieron que alojarse en el Convento de Santa Clara de Sevilla. Regresaron al convento de Alcalá, en ruinas, en 1941. A lo largo del siglo XX tuvieron lugar obras de reconstrucción. La iglesia actual fue inaugurada el 9 de diciembre de 1965.[32]
- Santuario de la Nuestra Señora del Águila: Alberga la imagen de la patrona de la villa, la Virgen del Águila. La imagen fue realizada por Antonio Illanes en 1937. También se encuentra la del patrón, San Mateo, realizado por Manuel Pineda Calderón. El edificio es de estilo mudéjar, construido en el siglo XIV. En el primer cuarto del siglo XVI se construyó la capilla de la Nave del Evangelio.[6]
- Capilla del Colegio Salesiano. Antigua iglesia del convento de los carmelitas
- Capilla de la Hermandad del Santo Entierro. Antigua capilla sacramental de la iglesia del Convento Carmelita.
- Puente de Carlos III: el nombre viene de la reforma que fue realizada en este puente en 1781, reinando Carlos III.[33]
- Puente del Dragón; primer puente figurativo de Europa.[28]
- Molino de Cerrajas. Monumento B.I.C Declarado 25-VI-1985
- Molino de Las Aceñas. Monumento B.I.C Declarado 25-VI-1985
- Molino de Realaje. Monumento B.I.C Declarado 25-VI-1985
- Molino del Algarrobo. Monumento B.I.C Declarado 25-VI-1985
- Torre de la Membrilla. Monumento B.I.C Declarado 25-VI-1985
- Torre del Molino del Algarrobo. Monumento B.I.C Declarado 25-VI-1985
- Museo de Alcalá de Guadaíra. Compartiendo edificio con la oficina de turismo de Alcalá de Guadaíra, en el parque Centro, se encuentra el museo de la ciudad. Las salas de este edificio eran utilizadas para exposiciones temporales, pero ahora se ha proyectado una exposición permanente acerca de la historia de la ciudad
- Villa San José. Inmueble en calle de Santa María, n.º 14 Monumento B.I.C Incoado 17-VII-1985

La aldea de Gandul, actualmente despoblada, alberga un yacimiento arqueológico y edificios históricos. En este lugar estuvo Washington Irving en 1829.
- Yacimiento arqueológico de Gandul. Necrópolis dolménica de los Alcores zona arqueológica B.I.C Incoado 15-X-1991
- Iglesia de San Juan Evangelista de Gandul.
- Palacio de Gandul: Monumento B.I.C Declarado 25-VI-1985

### Ferias y fiestas

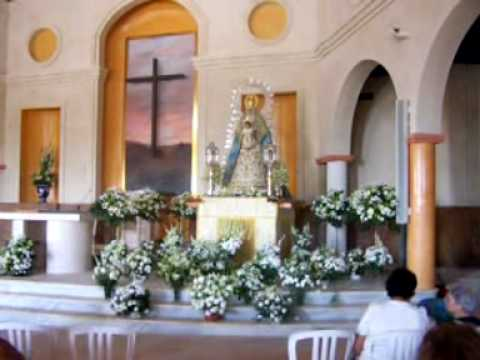
La Virgen del Águila entró por primera vez en el Campo de las Beatas (pequeño barrio situado al sur de la ciudad) dirigiéndose a la iglesia de Santa María y San Miguel

Las fiestas más importantes de la ciudad son:
- La Cabalgata de Reyes Magos: En la tarde del 5 de enero desfila la Cabalgata de Reyes Magos de Alcalá con 60 años de historia. Al desfile de carrozas, bandas de música y beduinos, debemos añadir la serie de visitas al Ayuntamiento, al Santuario de la patrona y a instituciones benéficas de la ciudad, además de la entrega de más de 400 lotes de juguetes a niños necesitados. Durante el día 6 salen otras cabalgatas recorriendo algunos de los barrios como Silos, Campo de las Beatas o distrito Este.
- Carnaval, a pesar de su corta historia, esta fiesta se celebra con un concurso de agrupaciones en el Teatro «Gutiérrez de Alba», Pregón, Elección de Reinas Panaderas, Cabalgata, fiesta de Hornazo, etc.
- Declarada de Interés Turístico Nacional, la Semana Santa es la fiesta más tradicional y de mayor participación en la ciudad. Tras las celebraciones cuaresmales, la ciudad celebra el pregón de la Semana Santa y el Vía Crucis de las hermandades, presidido cada año por uno de los Cristos de las Hermandades de Alcalá. Un total de diez hermandades procesionan durante la Semana Santa. En el año 2021 Alcalá inauguró, en la emblemática calle de Nuestra Señora del Águila, el primer museo de la provincia dedicado a la Semana Santa. Este museo cuenta con patrimonio cofrade de gran importancia y valor como pueden ser exposiciones pictóricas, bordados, orfebrería, imágenes y pinturas de la Semana Santa alcalareña.
- La feria local se celebra a finales de mayo y principios de junio. El recinto ferial de la ciudad, oficialmente llamado recinto ferial de San Juan, cuenta con una extensión de 73 000 m² (metros cuadrados). El perfecto trazo de sus calles y su organización hace que sea considerado el mejor recinto ferial de la provincia tras el de la propia capital. Durante los 5 días que dura la feria (de miércoles a domingo, siendo este el primer domingo de junio) se puede disfrutar de unas 80 casetas (la mayoría de acceso libre), 32 atracciones para todas las edades, puestos de tiro, comida, tómbolas y paseo de caballos. Una peculiaridad de esta feria es su portada: al igual que ocurre en la feria de abril de Sevilla, la portada cambia cada año y se inspira en monumentos y edificios emblemáticos de la ciudad.
- Destaca también, la celebración, en el Castillo de Alcalá, del festival flamenco «Joaquín el de la Paula», en honor a este cantaor flamenco oriundo de esta localidad sevillana. Dicho festival se enmarca dentro de los Festivales de verano de la localidad.
- La Patrona, La Virgen del Águila, sale en procesión el 15 de agosto para recorrer las calles y plazas de la localidad la patrona. Su hermandad fue creada en 1891 y perdió su patrimonio en 1936 al ser incendiado el viejo santuario, necesitando reponer la talla de la titular por otra, de Antonio Illanes Rodríguez. En el 2000 fue coronada canónicamente. Esa visita formó parte de la novena itinerante que la hermandad realizó con motivo del X aniversario de la Coronación. En la novena itinerante la Virgen del Águila visita todas las iglesias de la ciudad.
- San Mateo procesiona el 21 de septiembre, celebrándose además una romería, el domingo más cercano a dicho día. Es titular de la hermandad de ese nombre radicada en la parroquia de la Inmaculada Concepción.